# Aristolochia fragrantissima
Aristolochia fragrantissima Ruiz – gatunek rośliny z rodziny kokornakowatych (Aristolochiaceae Juss.). Występuje naturalnie w Peru oraz brazylijskim stanie Acre.

## Morfologia
PokrójBylina pnąca o owłosionych pędach.
LiścieMają owalny kształt i spiczasty wierzchołek. Mają 20 cm długości. Kształt nasady liścia jest sercowaty. Ogonek liściowy jest owłosiony i ma długość 2–5 cm.
KwiatyPojedyncze lub zebrane w parach.
OwoceTorebki o podłużnym kształcie.